# Ерин (Нью-Йорк)
Ерин (англ. Erin) — місто (англ. town) в США, в окрузі Чеманг штату Нью-Йорк. Населення — 1806 осіб (2020).

## Демографія
Згідно з переписом 2010 року, у місті мешкали 1962 особи в 776 домогосподарствах у складі 554 родин. Було 835 помешкань
Расовий склад населення:
| - 96,8 % — білих - 0,3 % — чорних або афроамериканців - 0,3 % — азіатів - 0,2 % — корінних американців - 0,1 % — вихідців з тихоокеанських островів |

До двох чи більше рас належало 2,0 %. Частка іспаномовних становила 1,3 % від усіх жителів.
За віковим діапазоном населення розподілялося таким чином: 22,6 % — особи молодші 18 років, 62,7 % — особи у віці 18—64 років, 14,7 % — особи у віці 65 років та старші. Медіана віку мешканця становила 43,7 року. На 100 осіб жіночої статі у місті припадало 106,5 чоловіків;  на 100 жінок у віці від 18 років та старших — 102,1 чоловіків також старших 18 років.
Середній дохід на одне домашнє господарство  становив 66 367 доларів США (медіана — 56 809), а середній дохід на одну сім'ю — 72 803 долари (медіана — 62 404). Медіана доходів становила 48 000 доларів для чоловіків та 36 176 доларів для жінок. За межею бідності перебувало 10,6 % осіб, у тому числі 12,7 % дітей у віці до 18 років та 11,1 % осіб у віці 65 років та старших.
Цивільне працевлаштоване населення становило 1013 осіб. Основні галузі зайнятості: освіта, охорона здоров'я та соціальна допомога — 21,6 %, виробництво — 17,2 %, роздрібна торгівля — 11,8 %, публічна адміністрація — 9,3 %.